# Kokospflaume
Die Kokospflaume (Chrysobalanus icaco) ist eine Pflanzenart aus der Gattung der Goldpflaumen (Chrysobalanus) innerhalb der Familie der Goldpflaumengewächse (Chrysobalanaceae). Das natürliche Verbreitungsgebiet liegt meist in den Küstenbereichen in den tropischen Gebieten beiderseits des Atlantischen Ozeans im Osten der Neuen Welt und in Westafrika.
Die Kokospflaume wird mit ihren Früchten und Samen als Nahrungsmittellieferant genutzt. Auch die Volksmedizin greift auf die positiven Eigenschaften verschiedener Extrakte zurück, welche teilweise durch Studien belegt werden konnten. Hervorzuheben ist hierbei die Wirkung der in den Blättern enthaltenen Pomolsäure gegen eine Leukämiezelllinie.

## Beschreibung

### Erscheinungsbild und Blatt

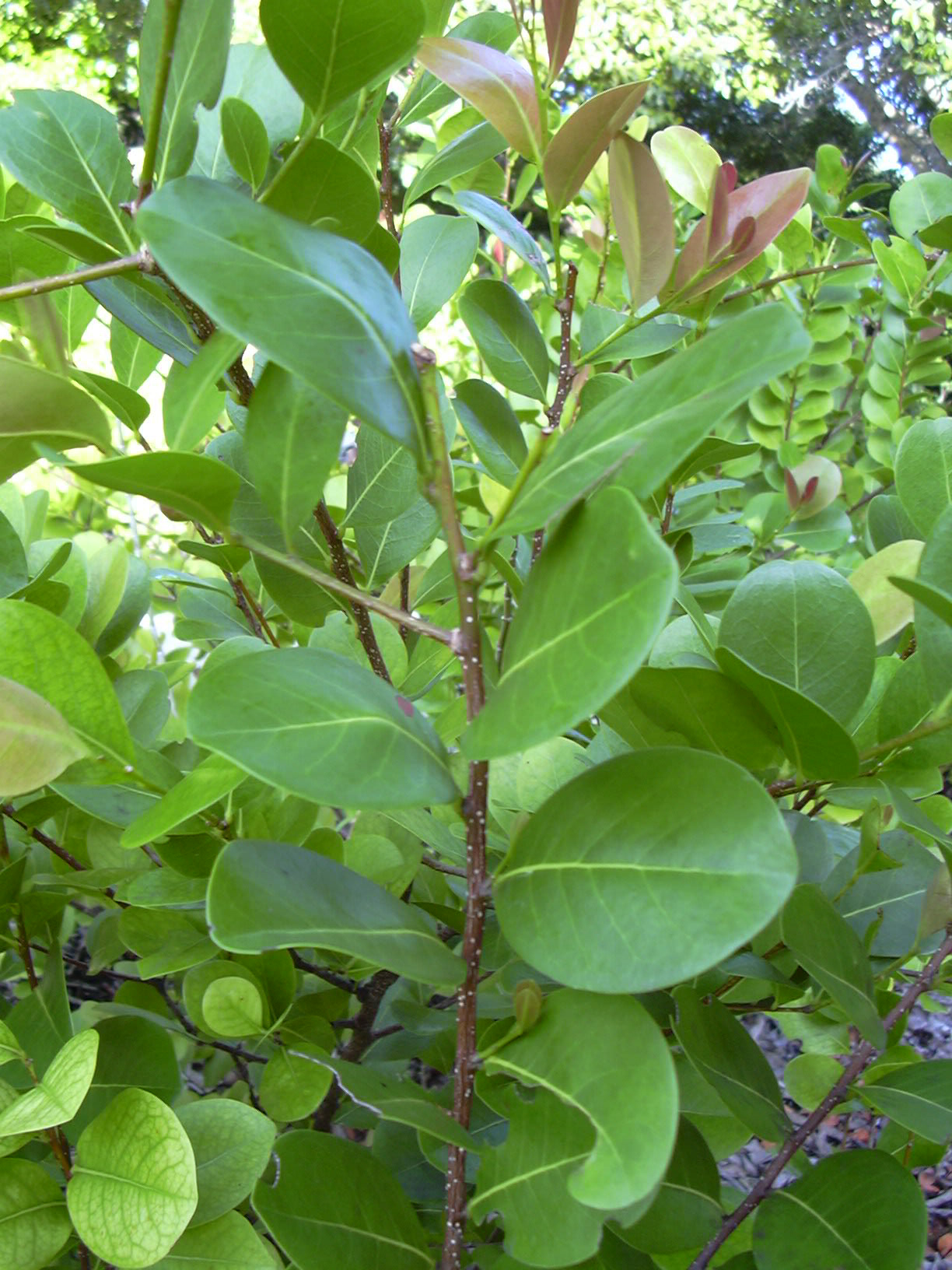
Einfache, ledrige Laubblätter

Die immergrüne Kokospflaume wächst als Strauch mit Wuchshöhen von 1 bis 1,5 Metern. Selten wächst sie als kleiner Baum mit Wuchshöhen von 2 bis 9 Metern bei einem Stammdurchmesser von 0,3 Metern. In exponierten Lagen kommt sie auch niederliegend-kriechend vor. Bei jungen Zweigen ist die Rinde grün und kahl. Bei älteren Zweigen hat die dünne Borke eine hellgraue Oberfläche mit erhabenen Lentizellen. Die Borke schuppt sich in langen Streifen ab und hat darunter eine rotbraune Tönung.
Die wechselständig und zweizeilig angeordneten, fast kahlen und ganzrandigen Laubblätter sind in Blattstiel und Blattspreite gegliedert. Der kurze Blattstiel ist 3 Millimeter lang. Die ledrige, einfache Blattspreite ist bei einer Länge von 3 bis 10 Zentimetern sowie einer Breite von 2,5 bis 7 Zentimetern breit-elliptisch bis verkehrt-eiförmig mit gerundetem bis eingebuchtetem oder rundspitzigem bis bespitztem oberen Ende. Die Blattoberseite ist glänzend dunkelgrün und die -unterseite hellgrün, der Blattrand ist fein umgebogen.

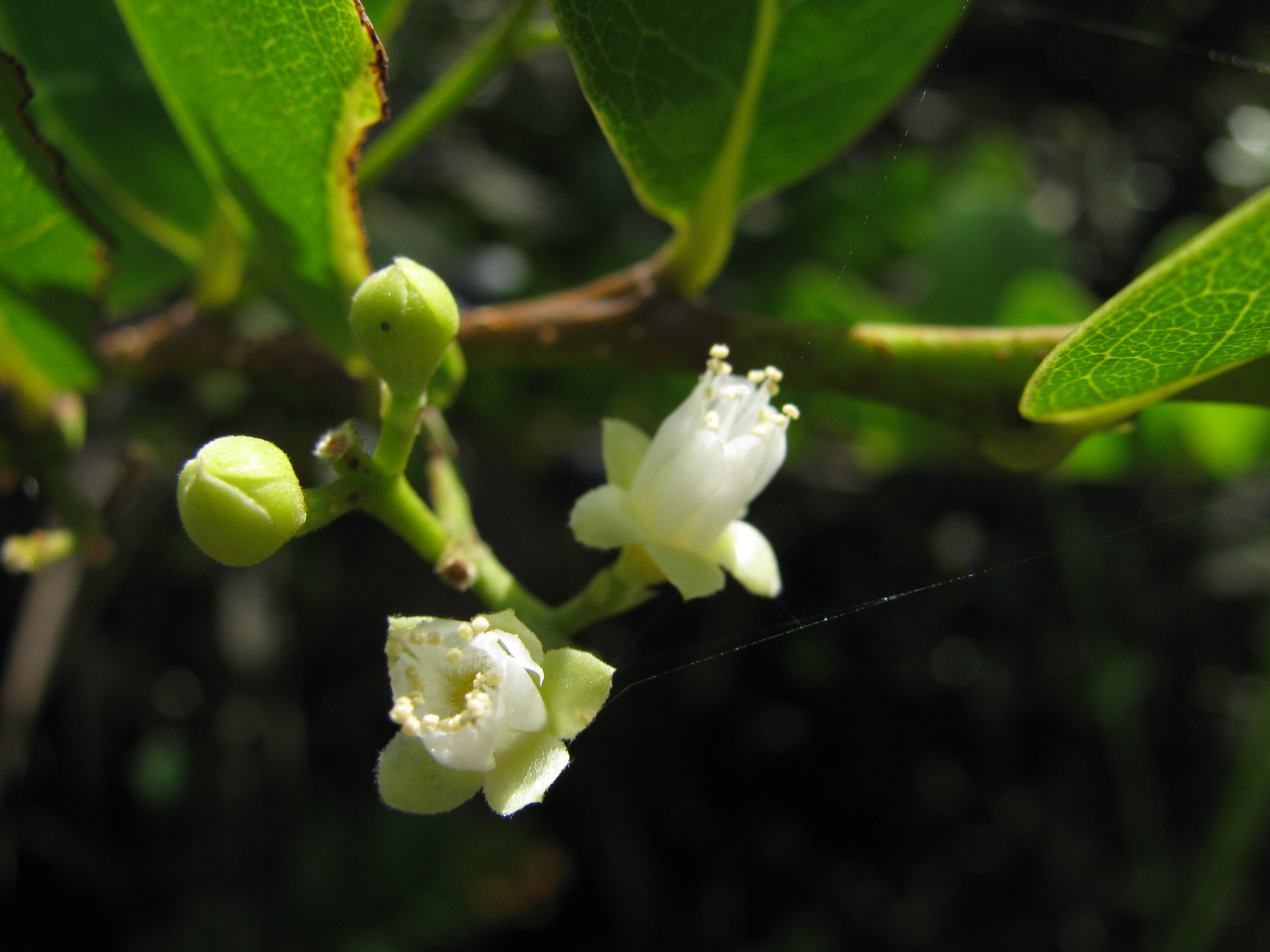
Blütenstand der Kokospflaume (Lake Worth, Florida)

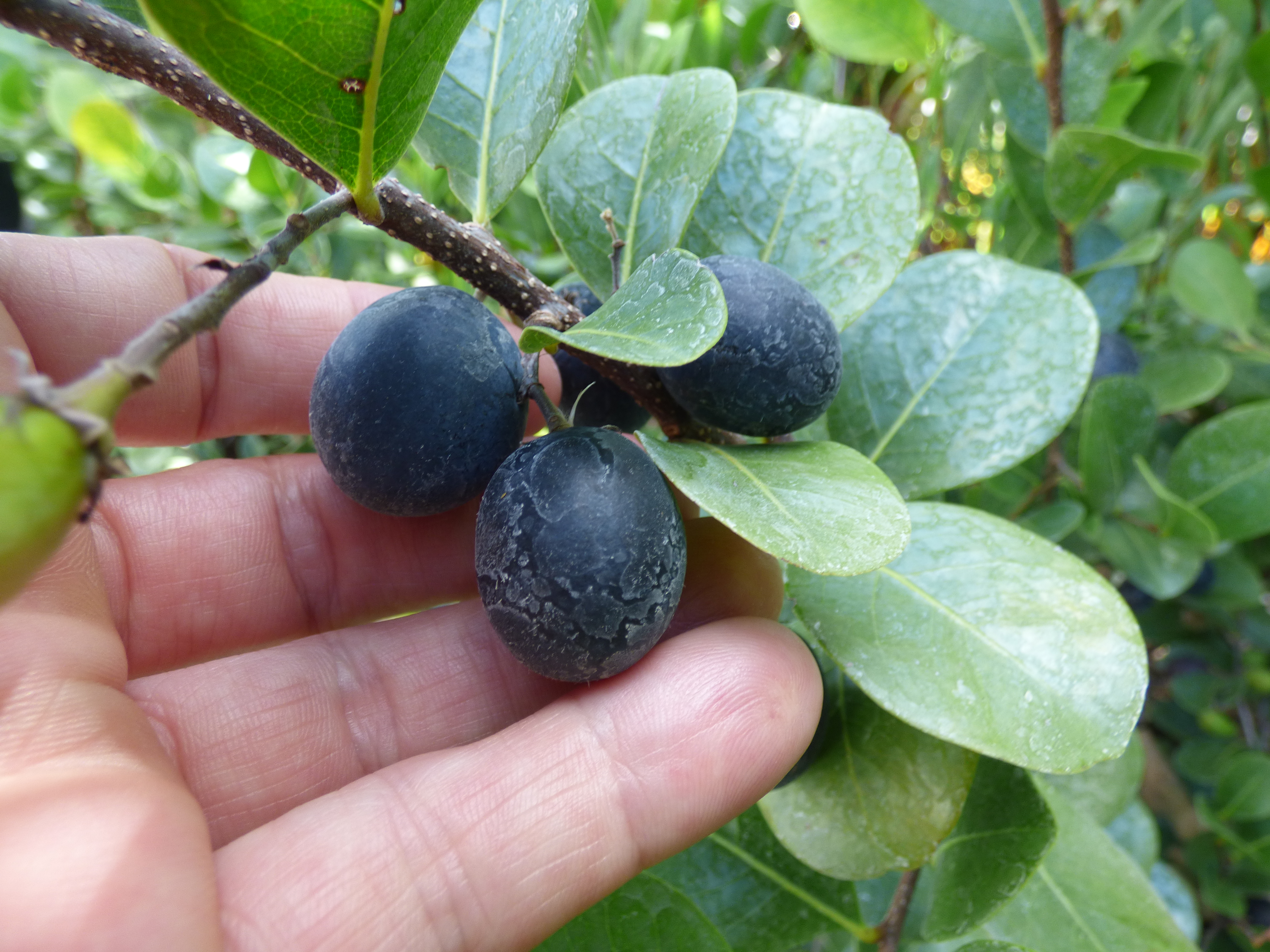
Reife Steinfrüchte

### Blütenstand, Blüte und Frucht
Die end- oder seitenständigen, zymösen Blütenstände sind fein behaart und mit einer Länge von 3 bis 6 Zentimetern kürzer als die Laubblätter. Die relativ kleinen, zwittrigen und gestielten Blüten sind selten vier-, meist fünfzählig mit doppelter Blütenhülle. Es sind abfallend kleine Trag- und Deckblätter vorhanden. Es sind selten vier-, meist fünf, feinhaarige, freie und meist dreieckig Kelchblätter vorhanden. Die selten vier-, meist fünf weißen und schmalen, verkehrt-eiförmigen Kronblätter sind 5 Millimeter lang. Die etwa 20 Staubblätter sind basal, röhrig verwachsen, mit unterseits haarigen Staubfäden, sie sitzen innen am Rand des Blütenbechers. Es ist nur ein mittelständiges Fruchtblatt vorhanden. Der Fruchtknoten ist haarig mit einem seitlich und basal ansetzenden, haarigen Griffel mit kleiner, kopfiger Narbe. Es liegt bei den Blüten Protogynie (Vorweiblichkeit) vor.
Pro Blütenstand entwickelt sich eine Frucht bis zur Reife. Die kleine Steinfrucht der Kokospflaume ähnelt der einer Pflaume. Die bei einem Durchmesser von 2 bis 4 Zentimetern fast kugeligen bis ellipsoiden, glatten Früchte sind dünnschalig. Die anfangs grünen Steinfrüchte färben sich zur Reife cremeweiß, gelb, hell-rosafarben, violett, bräunlich-purpurfarben und am Ende schwärzlich. Sie haben dabei ein weißes, saftig-schwammiges, öliges „Fruchtfleisch“ mit süßem bis, bei der reifen Frucht, fadem Geschmack, wobei unreife Früchte „zusammenziehend“ wirken. Die Fleischigkeit der Frucht ist je Verbreitungsgebiet unterschiedlich. Der Fruchtertrag pro Pflanze lag bei einem 2,5 Meter hohen Individuum in Puerto Rico bei einer einzelnen Ernte bei 760 reifen Früchten. Reife Früchte wiegen dabei in Puerto Rico 4,36 ± 1,17 Gramm. Der eiförmige, bräunliche Steinkern ist gerippt und skulptiert, mit fleischigen Kotyledonen und er ist innen hohl.

#### Inhaltsstoffe
Die Frucht hat einen essbaren Anteil von rund 49 %. Die Frucht enthält dabei pro 100 Gramm 86,3 Gramm Wasser, 0,4 Gramm Proteine, 0,1 Gramm Fette, 12,4 Gramm Kohlenhydrate, 1 Gramm Ballaststoffe und 0,8 Gramm Pflanzenasche. Der physiologische Brennwert beträgt ca. 200 kJ (= 47 kcal) pro 100 g.  Mineralien sind mit 38 Milligramm Calcium, 0,6 Milligramm Eisen und 17 Milligramm Phosphor enthalten. An Vitaminen kommen 9 Milligramm Ascorbinsäure (Vitamin C), 0,04 Milligramm Thiamin (Vitamin B1), 0,03 Milligramm Riboflavin (Vitamin B2), 0,3 Milligramm Nicotinsäure (Vitamin B3) und Spuren von Vitamin A vor.

## Vorkommen
Die Kokospflaume kommt natürlich in den Küstenregionen der Bahamas und der Karibik (Cayman Islands, Kuba, Dominikanische Republik, Jamaika, Puerto Rico und Trinidad und Tobago) vor. Auch an den Küsten Mittel- und Südamerikas (Belize, Costa Rica, El Salvador, Guatemala, Honduras, Nicaragua, Panama, Französisch-Guayana, Guyana, Suriname, Venezuela, Kolumbien, Ecuador) und Nord-Brasiliens ist die Kokospflaume anzutreffen. Auf den Seychellen, den Fidschi, auf Französisch-Polynesien (Marquesas-Inseln und Gesellschaftsinseln), in Singapur und Vietnam wurde die Kokospflaume eingebürgert. In Nordamerika ist die Kokospflaume nur im südlichen Florida anzutreffen. Die natürliche Verbreitung hat sich durch Anpflanzungen allerdings landeinwärts ausgebreitet.
Die Kokospflaume wächst natürlich an Stränden und Küsten, hat sich durch Anpflanzungen allerdings landeinwärts ausgebreitet. In Gegenden ohne Gezeiten bildet die Kokospflaume zum Teil ausgedehnte Dickichte. Die Kokospflaume wächst als einzelnes Individuum in Dickichten auf Dünen und steinigen Landspitzen bis zu einer Höhe von 500 Metern über dem Meer. Sie ist tolerant gegen Wind, Salznebel und Hochwasser und komm dabei im Allgemeinen auf flachgründigen Böden vor. Die Kokospflaume ist intolerant gegen Beschattung.
Einige Quellen beschreiben auch die tropischen Regionen Afrikas als Heimatregion. Dabei kann es sich auch um (ehemalige) Subspezies von Chrysobalanus icaco handeln. Genannt werden dabei: Kamerun, die Zentralafrikanische Republik, der Republik Kongo, Äquatorialguinea, Gabun, Demokratische Republik Kongo, Benin, die Elfenbeinküste, Gambia, Ghana, Guinea, Guinea-Bissau, Liberia, Nigeria, der Senegal, Sierra Leone, der Togo, Angola und Sambia.

## Ökologie
Die Bestäubung erfolgt durch Bienen, da die Blüten eine gute Nektarquelle für sie darstellen. Die Kokospflaume trägt fast das gesamt Jahr Früchte und vermehrt sich über ihre Samen. Die Diasporen werden vornehmlich durch das Wasser, über Vögel, Fledermäuse, Haustiere und Menschen, sowie das Herabfallen vom Strauch ausgebreitet.
Schildläuse und Raupen können manchmal zu Schäden an Natur- und Zierpflanzen der Kokospflaume führen. Auch wurde bei Untersuchungen auf Puerto Rico festgestellt, dass die Früchte der Kokospflaume von Arten der Gattung Anastrepha befallen werden. Auf 1 Kilogramm Früchte kamen dabei durchschnittlich 161 ± 29 Puppen. Es wurden vier ausgewachsene Individuen der Art Anastrepha obliqua, 67 ausgewachsene Individuen der Art Anastrepha suspensa und drei Individuen des Wespen-Parasiten Utetes anastrephae gesammelt.
Bei Studien im brasilianischen Parque das Dunas wurde festgestellt, dass im dortigen Verbreitungsgebiet arbuskuläre Mykorrhizapilze (AMF) vorherrschen. Eine direkte Interaktion mit den Wurzeln der Kokospflaume wird allerdings nicht beschrieben.

## Systematik
Die Erstbeschreibung der Kokospflaume erfolgte 1753 durch Carl von Linné in seinem Werk Species Plantarum, Band 1, Seite 513.
Der Gattungsname leitet sich dabei von den griechischen Wörtern chrysos für Gold und balanos für Eichel ab und bezieht sich auf die gelben Früchte der Kokospflaume. Das Artepitheton icaco bezog Linné von Charles Plumier, welcher beschrieb, dass der einheimische Trivialname dieser Pflanzenart auf Haiti icaco sei. So soll schon Pedro Menéndez de Avilés während des Krieges gegen die Hugenotten eine Frucht mit dem Namen cacos genutzt haben.
Synonyme für Chrysobalanus icaco L. sind: Chrysobalanus pellocarpus G.F.W.Meyer, Chrysobalanus icaco L. var. genuinus Stehlé & Quentin und Chrysobalanus icaco L. var. pellocarpus (G.F.W.Meyer) C.Martius.
Die Gattung Chrysobalanus bildet eine Verwandtschaftsgruppe mit Licania, wie durch molekulargenetische Untersuchungen der Plastiden-DNA-Sequenz rbcL nachgewiesen wurde.
Die afrikanischen Arten Chrysobalanus orbicularis Schum. und Chrysobalanus ellipticus Soland. ex Sabine wurden früher als Unterarten von Chrysobalanus icaco betrachtet. Mit Hinweisen auf Chrysobalanus icaco in Afrika kann daher auch eine dieser Arten gemeint sein. Die Namen werden heute in die Synonymie von Chrysobalanus icaco subsp. icaco gestellt.
Nach R. Govaerts kann man noch zwei Unterarten unterscheiden:
- Chrysobalanus icaco subsp. atacorensis (A.Chev.) F.White (Syn.: Chrysobalanus atacorensis A.Chev.): Sie kommt ursprünglich vom westlichen tropischen Afrika bis Sambia vor.[12]
- Chrysobalanus icaco subsp. icaco: Sie kommt ursprünglich von Florida bis ins östliche Brasilien und vom westlichen tropischen Afrika bis Angola vor.[12]

## Nutzung

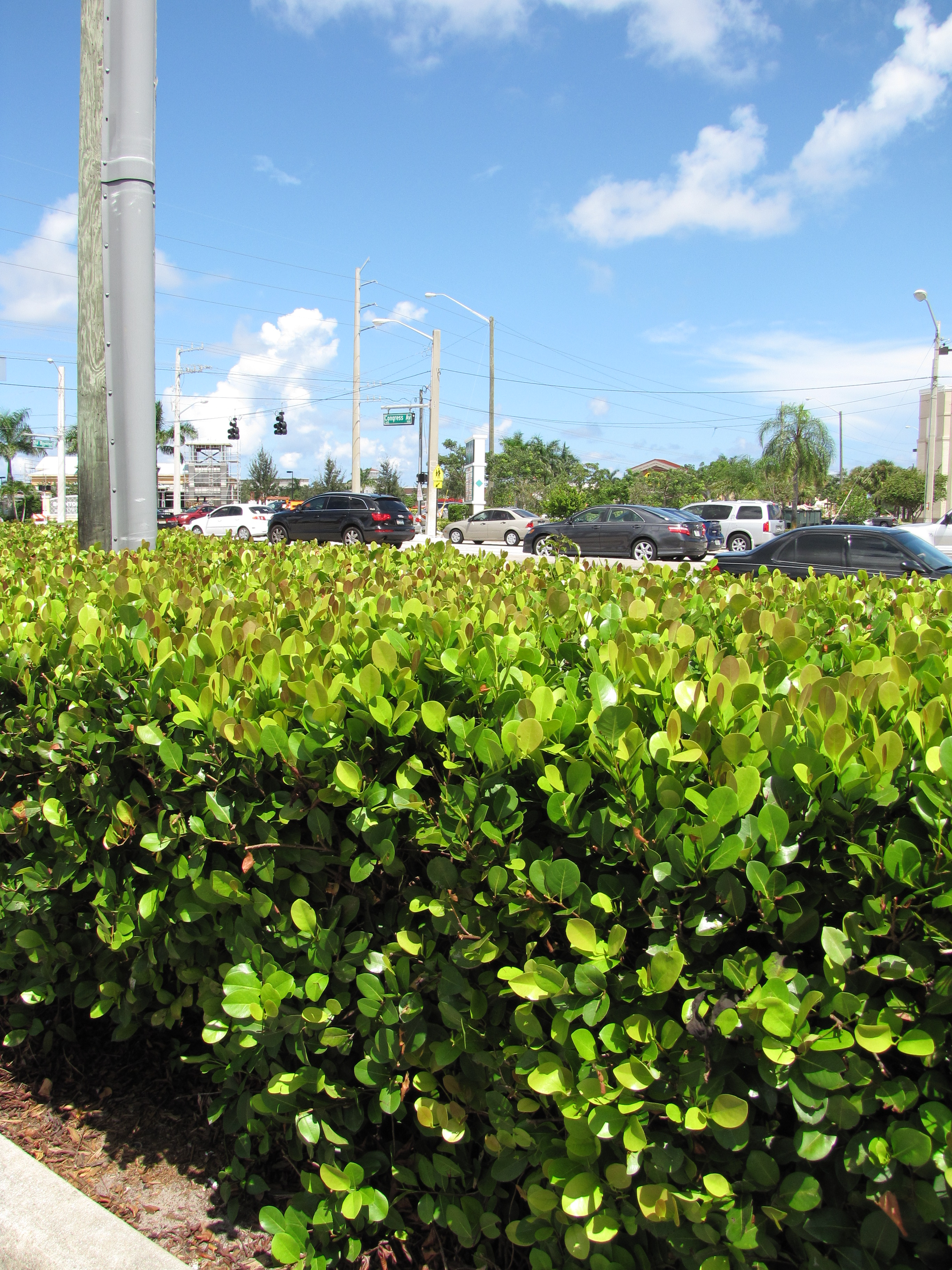
Verwendung als Zierpflanze in einer Heckenpflanzung (Boynton Beach, Florida)

Die Früchte der Kokospflaume waren zur Zeit der Landung von Christoph Kolumbus in der Karibik ein stark genutztes Lebensmittel. Die Früchte sind frisch essbar und auch zum Einkochen geeignet. Auch wurde die Kokospflaume als Fackel verwendet. Bei Borke, Blättern und Wurzeln wird eine adstringierende Wirkung beschrieben.
Die Samen haben einen hohen, essbaren Ölgehalt von 20 bis 22 % ihres Volumens und schmecken wie geröstete Mandeln. Sie enthalten dabei unter anderem Palmitinsäure, Stearinsäure und Arachinsäure. Das Holz ist hellbraun, hart und schwer mit einer relativen Dichte von 0,8. Es wird als Brennstoff und für Konstruktionszwecke genutzt. Auch eine Nutzung als Zierpflanze und zur Befestigung von Dünen und Böden wird beschrieben.

### Anpflanzung
Bei Studien zur Anpflanzung der Kokospflaume zeigt sich, bei Durchschnittlich 1790 Samen pro Kilogramm, eine Keimungsrate von 89 % nach 34 Tagen. Dafür ist kein Aufrauen der Samenschale (Skarifikation) oder eine andere Behandlung der Samen notwendig. Das Wachstum der jungen Pflanzen im Gewächshaus und im Freilandanbau ist langsam, weshalb eine besondere Pflege gegenüber Beikräutern nötig ist.

### Medizinische Nutzung
Die Kokospflaume zeigt in der Volksmedizin eine abtreibende, adstringierende, blutzuckersenkende und hämostatische Wirkung. In wissenschaftlichen Studien wurden weiterhin anti-angiogenetische, krebshemmende, antioxidierende, antileukämische und tumorhemmende Wirkungen festgestellt.
Aus diesen Wirkungen haben sich verschiedene, medizinische Anwendungsbereiche gebildet, in welchen die Kokospflaume als Medikament eingesetzt wird. Zu diesen gehören unter anderem: Durchfall, Blennorrhoe, Blutungen, Harnblasenentzündungen, Genitalinfektionen, Ruhr, Überzuckerung, Leukorrhoe, Nephrosen und Warzen. Bei Krebs und Diabetes mellitus gibt es zudem Studien, welche die Wirkung belegen. Bei Tumoren und Leukämie gibt es wissenschaftliche Belege, allerdings keine volksmedizinische Nutzung.

Strukturformel von Pomolsäure (C_{30}H_{48}O_{4})

Bei einer Untersuchung mit Blättern der Kokospflaume wurde das Triterpen Pomolsäure mittels Dichlormethan (CH2Cl2) extrahiert. Diese zeigte eine hemmende Wirkung auf das Wachstum und induzierte eine Apoptose bei der Leukämiezelllinie K562. Auch hemmte dieses Triterpen die Ausbreitung von Lucena 1, einem Vincristin-resistentem Ableger von K562. Ein Methanolextrakt zeigte zudem eine 44-prozentige angiogenetische Hemmung in einer Hühner-Embryokultur.
Die FDA listete 2007 in ihrer FDA Poisonous Plant Database zwei Aufsätze, welche auf die Giftigkeit dieser Art hinwiesen.